# دودمان والوآ
والوآها (به فرانسوی: Valois) دودمانی بودند که پس از کاپتی‌ها از ۱۳۲۸ تا ۱۵۸۹ میلادی بر فرانسه فرمانروایی کردند. آنان از فرزندان شارل، کنت والوآ بودند. او سومین پسر شاه فیلیپ سوم بود که به دلیل پشتیبانی از ادوارد سوم پادشاه انگلستان از تاج و تخت محروم شده بود.

## تاریخ
خاندان والوا فرمانروایان فرانسه از ابتدای جنگ صد ساله تا پایان قرن ۱۶ میلادی بودند. آنها در این ۳ قرن کشور را از پایان قرون وسطی و عصر حاکمیت فئودالی به سوی رنسانس هدایت کردند. والواها به دنبال پیشینیان خود (خاندان کاپتی) کار یکپارچگی فرانسه را به پیش برده و آن را با موفقیت به پایان رساندند. خاندان والوا خود یکی از شاخه‌های کاپتی‌ها- حاکمان فرانسه در قرون ۱۰ تا ۱۴ میلادی – محسوب می‌شدند. والواها که در دوره آشفتگی اوضاع فرانسه به قدرت رسیدند، به مرور به سه شاخه تقسیم شدند:
1. شاخه مستقیم که خود شاخه فرعی از خاندان کاپتی بود و با فرمانروایی فیلیپ پنجم آغاز شد و از ۱۳۲۸ تا ۱۴۹۸ میلادی بر فرانسه حکم راند. اوج قدرت والواها مربوط به همین دوره می‌باشد.
2. شاخه والوا-اورلئان که تنها یک عضو آن – لوئی دوازدهم (۱۴۹۸–۱۵۱۵) – به حکومت رسید.
3. شاخه والوا-آنگولم که از ۱۵۱۵ تا ۱۵۷۴ و با پادشاهی فرانسوای یکم قدرت را در دست داشت و سرانجام پس از دوره جنگهای مذهبی در فرانسه فروپاشید و جای خود را به خاندان بوربون داد.[۱]

نخستین فرمانروایان والوا درگیر جنگ صد ساله با انگلستان بودند. این جنگ که در ابتدای سلطنت والواها (ابتدای قرن ۱۴ میلادی) آغاز شد، تا ۱۴۵۳ ادامه یافت. در این مدت، شاهان والوا با دو خطر مهم رو به رو بودند. نخست، دودمان پلانتاژنه به عنوان پادشاهان انگلستان که بخش بزرگی از فرانسه را تصرف کرده بود و همچنین، فئودال‌هایی که با سوءاستفاده از کاهش قدرت شاه، در پی کسب نفوذ بیشتر بودند. این جنگ سرانجام در زمان شارل هفتم (۱۴۲۲–۱۴۶۱) با پیروزی فرانسویان خاتمه یافت. از آن پس شاهان والوا کوشیدند تا قدرت فئودال‌ها را کاهش دهند؛ لذا، اختیارات مالیاتی و اعلام جنگ و صلح را از آنِ خود کردند و با افزایش توان نظامی، فئودال‌ها را به حاشیه راندند.
آغاز درگیری‌های موسوم به جنگ‌های ایتالیا در اوایل قرن ۱۶ میلادی، باعث شروع رقابت تاریخی والواها با خاندان هابسبورگ شد. مسئله ای که بعدها به رقابت فرانسه و اتریش تبدیل شد و بخش مهمی از تاریخ معاصر اروپا را به خود اختصاص داد. رنسانس فرانسه نیز در زمان دو پادشاه والواها – آنری دوم و فرانسوای یکم (۱۵۴۷–۱۵۵۹) – روی داد.

## جنگ صد ساله
این نبردها پس از مرگ شارل چهارم و پایان شاخهٔ اصلی دودمان کاپتی آغاز شد. چون هیچ وارث مذکری در شاخهٔ اصلی خاندان کاپتی نبود، ادوارد سوم، پادشاه انگلستان (که در عین حال خواهرزادهٔ شارل چهارم بود) مدعی تاج و تخت فرانسه شد. از سوی دیگر، اشراف فرانسه ترجیح دادند از فیلیپ ششم (که از شاخهٔ فرعی خاندان کاپتی و پسر شارل والوا و نوهٔ فیلیپ سوم بود) حمایت کنند. به این ترتیب، فیلیپ ششم به عنوان نخستین شاه دودمان والوا بر تخت فرانسه نشست.
نبردهای میان خاندان والوا و خاندان پلانتاژنه (خاندان سلطنتی انگلستان در آن زمان)، به همراه دو دورهٔ صلح موقتی (در فاصلهٔ سال‌های ۱۳۶۰–۱۳۶۹ و ۱۳۸۹–۱۴۱۵)، چندین نسل به طول انجامید و در نهایت در سال ۱۴۵۳ با پیروزی خاندان والوا و بیرون راندن انگلیسی‌ها از خاک فرانسه به پایان رسید.

## به قدرت رسیدن بوربون‌ها
وقوع جنگ‌های مذهبی در فرانسه (۱۵۶۲–۱۵۹۸) تیر خلاصی بر پیکره دولت والواها وارد آورد. این جنگ‌ها میان کاتولیک‌ها – که دستگاه‌های دولتی در اختیار آنها بود – و پروتستان‌ها رخ داد. سرانجام در سال ۱۵۷۴ آنری چهارم – رئیس خاندان بوربون – از دل جنگ‌های مذهبی کشور سر برآورد. خاندان والواها منقرض شد و بوربون‌ها جای آن را گرفتند.

## فهرست پادشاهان والوآ در فرانسه
والوآ (شاخه اصلی)
- ۱۳۵۰-۱۳۲۸: فیلیپ ششم، شناخته شده به خوشبخت
- ۱۳۶۴-۱۳۵۰: ژان دوم، شناخته شده به نیک
- ۱۳۸۰-۱۳۶۴: شارل پنجم، شناخته شده به خردمند
- ۱۴۲۲-۱۳۸۰: شارل ششم، شناخته شده به دوست‌داشتنی، در آینده به او لقب دیوانه دادند.
- ۱۴۶۱-۱۴۲۲: شارل هفتم، شناخته شده به پیروز
- ۱۴۸۳-۱۴۶۱: لوئی یازدهم، شناخته شده به عنکبوت جهانی
- ۱۴۹۸-۱۴۸۳: شارل هشتم، شناخته شده به مهربان

والوآ-اورلئان
- ۱۵۱۵-۱۴۹۸: لوئی دوازدهم، شناخته شده به پدر ملت

والوآ-آنگولم
- ۱۵۴۷-۱۵۱۵: فرانسوای یکم
- ۱۵۵۹-۱۵۴۷: آنری دوم
- ۱۵۶۰-۱۵۵۹: فرانسوای دوم
- ۱۵۶۳-۱۵۶۰: کاترین دو مدیچی (جانشین شاه)
- ۱۵۷۴-۱۵۶۰: شارل نهم
- ۱۵۸۹-۱۵۷۴: آنری سوم

اعمال قانون سالیک بدین معنا بود که با انقراض والوآ در نسل مردان، بوربون‌ها به عنوان نوادگان لوئی نهم به سلطنت رسیدند.

## پادشاهان والوا درلهستان
- ۱۵۷۴-۱۵۷۲: هنریک یکم

## عنوان‌های مهم دیگری که در اختیار دودمان والوآ بود

### کنت والوآ
دودمان والوآ
- شارل ، کنت (۱۲۸۴–۱۳۲۵)

### امپراتور لاتین قسطنطنیه
دودمان والوآ
- شارل، امپراتور صاحب عنوان یوره اوکساریس (۱۳۰۱–۱۳۰۷) (به شارل، کنت والوآ در بالا مراجعه کنید)

خاندان والوا – کورتنی
- کاترین دوم، امپراتور لاتین، امپراتور منصب (۱۳۰۷–۱۳۴۶)، دختر شارل والوآ.

### کنت‌ها و دوک‌های آلنسون
خاندان والوآ
- شارل یکم، کنت (۱۲۹۱–۱۳۲۵) (نگاه کنید به شارل والوآ، بالا).

خاندان والوآ-آلنسون
- شارل دوم، کنت (۱۲۹۱–۱۳۴۶)، پسر دوم شارل والوآ.
- شارل سوم، کنت (۱۳۴۶–۱۳۶۱).
- پیتر دوم ، کنت (۱۳۶۱–۱۳۹۱).
- ژان یکم ، کنت (۱۳۹۱–۱۴۱۴).
- ژان یکم، دوک (۱۴۱۴–۱۴۱۵).
- ژان دوم، دوک (۱۴۱۵–۱۴۲۴ و ۱۴۴۹–۱۴۷۴).
- رنه یکم، دوک (۱۴۷۸–۱۴۹۲).
- شارل چهارم، دوک (۱۴۹۲–۱۵۲۵).

### کنت‌ها و دوک‌های آنژو
خاندان والوآ-آنژو
- لوئی یکم، دوک (۱۳۶۰–۱۳۸۳) (همچنین پادشاه اورشلیم و ناپل به عنوان لوئی یکم)، پسر دوم ژان دوم، پادشاه فرانسه.
- لوئی دوم (۱۳۷۷–۱۴۱۷)، پسر لوئی یکم (همچنین پادشاه ناپل به عنوان لوئی دوم).
- لوئی سوم (۱۴۰۳–۱۴۳۴)، پسر لوئی دوم (همچنین پادشاه ناپل به عنوان لوئی سوم).
- رنه یکم (۱۴۰۹–۱۴۸۰)، برادر لوئی سوم (همچنین پادشاه اورشلیم و ناپل با نام رنه یکم).
- شارل چهارم (۱۴۳۶–۱۴۸۱)، برادرزاده رنه یکم (همچنین پادشاه اورشلیم و ناپل با نام شارل چهارم).

### دوک‌های بورگوندی
خاندان والوا-بورگوندی
- فیلیپ دوم جسور (۱۳۶۳–۱۴۰۴)، چهارمین پسر ژان دوم، پادشاه فرانسه.
- ژان دوم بی‌باک (۱۴۰۴–۱۴۱۹).
- فیلیپ سوم خوب (۱۴۱۹–۱۴۶۷).
- شارل یکم جسور (۱۴۶۷–۱۴۷۷).
- ماری بورگوندی (۱۴۷۷–۱۴۸۲).

#### دوک‌های برابانت
خاندان والوآ-بورگوندی-برابانت
- آنتونی یکم (۱۴۰۶–۱۴۱۵)، پسر دوم فیلیپ جسور بورگوندی.
- ژان چهارم (۱۴۱۵–۱۴۲۷).
- فیلیپ یکم (۱۴۲۷–۱۴۳۰).

#### کنت نور
خاندان والوآ-بورگوندی-نور
- فیلیپ دوم (۱۴۰۴–۱۴۱۵)، سومین پسر فیلیپ جسور، دوک بورگوندی.
- شارل یکم (۱۴۱۵–۱۴۶۴).
- ژان دوم (۱۴۶۴–۱۴۹۱).

### دوک‌های اورلئان
خاندان والوآ
- فیلیپ، دوک اورلئان (۱۳۴۴–۱۳۷۵).

خاندان والوآ-اورلئان
- لوئی یکم، دوک اورلئان (۱۳۹۲–۱۴۰۷)، پسر کوچکتر شارل پنجم، پادشاه فرانسه.
- شارل، دوک اورلئان (۱۴۰۷–۱۴۶۵).
- لوئی دوم، دوک اورلئان (۱۴۶۵–۱۵۱۵)، سپس پادشاه فرانسه به عنوان لوئی دوازدهم.

### دوک بریتانی
خاندان والوآ-اورلئان
- کلود، دوشس (۱۵۱۴–۱۵۲۴)، دختر لوئی دوازدهم، پادشاه فرانسه و آن بریتانی.

خاندان والوآ-اورلئان-آنگولم
- فرانسوای سوم، دوک بریتانی، دوک (۱۵۲۴–۱۵۳۶)، پسر کلود بریتانی.
- آنری، دوک (۱۵۳۶–۱۵۴۷)، برادر فرانسوای سوم، بعدها نیز پادشاه فرانسه به عنوان آنری دوم.

#### کنت‌های آنگولم
خاندان والوآ-اورلئان-آنگولم
- ژان، کنت آنگولم (۱۳۹۹–۱۴۶۷)، پسر کوچکتر لوئی یکم، دوک اورلئان.
- شارل، کنت آنگولم (۱۴۵۹–۱۴۹۶).
- فرانسوا، کنت آنگولم (۱۴۹۴–۱۵۴۷)، بعدها نیز پادشاه فرانسه با نام فرانسوای یکم.

## شجره‌نامه
|                                  |                                  |                                  |                                  |                                  |                                  |  |  |                                              |                                              |                                              |                                              |                                              |                                              |                                |                                | فیلیپ سوم پادشاه فرانسه ۱۲۷۰–۱۲۸۵                |                                                  |                                                  |                                                  |                                                  |                                                  |  |  |                                               |                                               |                                               |                                               |                                               |                                               |  |  |                                  |                                  |                                  |                                  |                                  |                                  |  |  |                 |                 |                 |                 |                                    |                                    |                                    |                                    |                                    |                                    |                                    |                                    |                                    |                                    |  |  |  |  |  |  |  |  |  |  |  |  |  |  |  |  |  |  |
|                                  |                                  |                                  |                                  |                                  |                                  |  |  |                                              |                                              |                                              |                                              |                                              |                                              |                                |                                |                                                  |                                                  |                                                  |                                                  |                                                  |                                                  |  |  |                                               |                                               |                                               |                                               |                                               |                                               |  |  |                                  |                                  |                                  |                                  |                                  |                                  |  |  |                 |                 |                 |                 |                                    |                                    |                                    |                                    |                                    |                                    |                                    |                                    |                                    |                                    |  |  |  |  |  |  |  |  |  |  |  |  |  |  |  |  |  |  |
|                                  |                                  |                                  |                                  |                                  |                                  |  |  |                                              |                                              |                                              |                                              |                                              |                                              |                                |                                |                                                  |                                                  |                                                  |                                                  |                                                  |                                                  |  |  |                                               |                                               |                                               |                                               |                                               |                                               |  |  |                                  |                                  |                                  |                                  |                                  |                                  |  |  |                 |                 |                 |                 |                                    |                                    |                                    |                                    |                                    |                                    |                                    |                                    |                                    |                                    |  |  |  |  |  |  |  |  |  |  |  |  |  |  |  |  |  |  |
| شارل، کنت والوآ م. ۱۲۷۰, ف. ۱۳۲۵ | شارل، کنت والوآ م. ۱۲۷۰, ف. ۱۳۲۵ | شارل، کنت والوآ م. ۱۲۷۰, ف. ۱۳۲۵ | شارل، کنت والوآ م. ۱۲۷۰, ف. ۱۳۲۵ | شارل، کنت والوآ م. ۱۲۷۰, ف. ۱۳۲۵ | شارل، کنت والوآ م. ۱۲۷۰, ف. ۱۳۲۵ |  |  | لوئی، کنت اورو م. ۱۲۷۶, ف. ۱۳۱۹              | لوئی، کنت اورو م. ۱۲۷۶, ف. ۱۳۱۹              | لوئی، کنت اورو م. ۱۲۷۶, ف. ۱۳۱۹              | لوئی، کنت اورو م. ۱۲۷۶, ف. ۱۳۱۹              | لوئی، کنت اورو م. ۱۲۷۶, ف. ۱۳۱۹              | لوئی، کنت اورو م. ۱۲۷۶, ف. ۱۳۱۹              |                                |                                | فیلیپ چهارم پادشاه فرانسه پادشاه ناوار ۱۲۸۵–۱۳۱۴ | فیلیپ چهارم پادشاه فرانسه پادشاه ناوار ۱۲۸۵–۱۳۱۴ | فیلیپ چهارم پادشاه فرانسه پادشاه ناوار ۱۲۸۵–۱۳۱۴ | فیلیپ چهارم پادشاه فرانسه پادشاه ناوار ۱۲۸۵–۱۳۱۴ | فیلیپ چهارم پادشاه فرانسه پادشاه ناوار ۱۲۸۵–۱۳۱۴ | فیلیپ چهارم پادشاه فرانسه پادشاه ناوار ۱۲۸۵–۱۳۱۴ |  |  |                                               |                                               |                                               |                                               |                                               |                                               |  |  |                                  |                                  |                                  |                                  |                                  |                                  |  |  |                 |                 |                 |                 |                                    |                                    |                                    |                                    |                                    |                                    |                                    |                                    |                                    |                                    |  |  |  |  |  |  |  |  |  |  |  |  |  |  |  |  |  |  |
| شارل، کنت والوآ م. ۱۲۷۰, ف. ۱۳۲۵ | شارل، کنت والوآ م. ۱۲۷۰, ف. ۱۳۲۵ | شارل، کنت والوآ م. ۱۲۷۰, ف. ۱۳۲۵ | شارل، کنت والوآ م. ۱۲۷۰, ف. ۱۳۲۵ | شارل، کنت والوآ م. ۱۲۷۰, ف. ۱۳۲۵ | شارل، کنت والوآ م. ۱۲۷۰, ف. ۱۳۲۵ |  |  | لوئی، کنت اورو م. ۱۲۷۶, ف. ۱۳۱۹              | لوئی، کنت اورو م. ۱۲۷۶, ف. ۱۳۱۹              | لوئی، کنت اورو م. ۱۲۷۶, ف. ۱۳۱۹              | لوئی، کنت اورو م. ۱۲۷۶, ف. ۱۳۱۹              | لوئی، کنت اورو م. ۱۲۷۶, ف. ۱۳۱۹              | لوئی، کنت اورو م. ۱۲۷۶, ف. ۱۳۱۹              |                                |                                | فیلیپ چهارم پادشاه فرانسه پادشاه ناوار ۱۲۸۵–۱۳۱۴ | فیلیپ چهارم پادشاه فرانسه پادشاه ناوار ۱۲۸۵–۱۳۱۴ | فیلیپ چهارم پادشاه فرانسه پادشاه ناوار ۱۲۸۵–۱۳۱۴ | فیلیپ چهارم پادشاه فرانسه پادشاه ناوار ۱۲۸۵–۱۳۱۴ | فیلیپ چهارم پادشاه فرانسه پادشاه ناوار ۱۲۸۵–۱۳۱۴ | فیلیپ چهارم پادشاه فرانسه پادشاه ناوار ۱۲۸۵–۱۳۱۴ |  |  |                                               |                                               |                                               |                                               |                                               |                                               |  |  |                                  |                                  |                                  |                                  |                                  |                                  |  |  |                 |                 |                 |                 |                                    |                                    |                                    |                                    |                                    |                                    |                                    |                                    |                                    |                                    |  |  |  |  |  |  |  |  |  |  |  |  |  |  |  |  |  |  |
|                                  |                                  |                                  |                                  |                                  |                                  |  |  |                                              |                                              |                                              |                                              |                                              |                                              |                                |                                |                                                  |                                                  |                                                  |                                                  |                                                  |                                                  |  |  |                                               |                                               |                                               |                                               |                                               |                                               |  |  |                                  |                                  |                                  |                                  |                                  |                                  |  |  |                 |                 |                 |                 |                                    |                                    |                                    |                                    |                                    |                                    |                                    |                                    |                                    |                                    |  |  |  |  |  |  |  |  |  |  |  |  |  |  |  |  |  |  |
| فیلیپ ششم پادشاه فرانسه ۱۳۲۸–۵۰  | فیلیپ ششم پادشاه فرانسه ۱۳۲۸–۵۰  | فیلیپ ششم پادشاه فرانسه ۱۳۲۸–۵۰  | فیلیپ ششم پادشاه فرانسه ۱۳۲۸–۵۰  | فیلیپ ششم پادشاه فرانسه ۱۳۲۸–۵۰  | فیلیپ ششم پادشاه فرانسه ۱۳۲۸–۵۰  |  |  |                                              |                                              |                                              |                                              |                                              |                                              |                                |                                | لوئی دهم پادشاه فرانسه پادشاه ناوار ۱۳۱۴–۱۶      | لوئی دهم پادشاه فرانسه پادشاه ناوار ۱۳۱۴–۱۶      | لوئی دهم پادشاه فرانسه پادشاه ناوار ۱۳۱۴–۱۶      | لوئی دهم پادشاه فرانسه پادشاه ناوار ۱۳۱۴–۱۶      | لوئی دهم پادشاه فرانسه پادشاه ناوار ۱۳۱۴–۱۶      | لوئی دهم پادشاه فرانسه پادشاه ناوار ۱۳۱۴–۱۶      |  |  | فیلیپ پنجم پادشاه فرانسه پادشاه ناوار ۱۳۱۶–۲۲ | فیلیپ پنجم پادشاه فرانسه پادشاه ناوار ۱۳۱۶–۲۲ | فیلیپ پنجم پادشاه فرانسه پادشاه ناوار ۱۳۱۶–۲۲ | فیلیپ پنجم پادشاه فرانسه پادشاه ناوار ۱۳۱۶–۲۲ | فیلیپ پنجم پادشاه فرانسه پادشاه ناوار ۱۳۱۶–۲۲ | فیلیپ پنجم پادشاه فرانسه پادشاه ناوار ۱۳۱۶–۲۲ |  |  | شارل چهارم پادشاه فرانسه ۱۳۲۲–۲۸ | شارل چهارم پادشاه فرانسه ۱۳۲۲–۲۸ | شارل چهارم پادشاه فرانسه ۱۳۲۲–۲۸ | شارل چهارم پادشاه فرانسه ۱۳۲۲–۲۸ | شارل چهارم پادشاه فرانسه ۱۳۲۲–۲۸ | شارل چهارم پادشاه فرانسه ۱۳۲۲–۲۸ |  |  | ایزابلای فرانسه | ایزابلای فرانسه | ایزابلای فرانسه | ایزابلای فرانسه | ایزابلای فرانسه                    | ایزابلای فرانسه                    |                                    |                                    | ادوارد دوم پادشاه انگلستان ۱۳۰۷–۲۷ | ادوارد دوم پادشاه انگلستان ۱۳۰۷–۲۷ | ادوارد دوم پادشاه انگلستان ۱۳۰۷–۲۷ | ادوارد دوم پادشاه انگلستان ۱۳۰۷–۲۷ | ادوارد دوم پادشاه انگلستان ۱۳۰۷–۲۷ | ادوارد دوم پادشاه انگلستان ۱۳۰۷–۲۷ |  |  |  |  |  |  |  |  |  |  |  |  |  |  |  |  |  |  |
| فیلیپ ششم پادشاه فرانسه ۱۳۲۸–۵۰  | فیلیپ ششم پادشاه فرانسه ۱۳۲۸–۵۰  | فیلیپ ششم پادشاه فرانسه ۱۳۲۸–۵۰  | فیلیپ ششم پادشاه فرانسه ۱۳۲۸–۵۰  | فیلیپ ششم پادشاه فرانسه ۱۳۲۸–۵۰  | فیلیپ ششم پادشاه فرانسه ۱۳۲۸–۵۰  |  |  |                                              |                                              |                                              |                                              |                                              |                                              |                                |                                | لوئی دهم پادشاه فرانسه پادشاه ناوار ۱۳۱۴–۱۶      | لوئی دهم پادشاه فرانسه پادشاه ناوار ۱۳۱۴–۱۶      | لوئی دهم پادشاه فرانسه پادشاه ناوار ۱۳۱۴–۱۶      | لوئی دهم پادشاه فرانسه پادشاه ناوار ۱۳۱۴–۱۶      | لوئی دهم پادشاه فرانسه پادشاه ناوار ۱۳۱۴–۱۶      | لوئی دهم پادشاه فرانسه پادشاه ناوار ۱۳۱۴–۱۶      |  |  | فیلیپ پنجم پادشاه فرانسه پادشاه ناوار ۱۳۱۶–۲۲ | فیلیپ پنجم پادشاه فرانسه پادشاه ناوار ۱۳۱۶–۲۲ | فیلیپ پنجم پادشاه فرانسه پادشاه ناوار ۱۳۱۶–۲۲ | فیلیپ پنجم پادشاه فرانسه پادشاه ناوار ۱۳۱۶–۲۲ | فیلیپ پنجم پادشاه فرانسه پادشاه ناوار ۱۳۱۶–۲۲ | فیلیپ پنجم پادشاه فرانسه پادشاه ناوار ۱۳۱۶–۲۲ |  |  | شارل چهارم پادشاه فرانسه ۱۳۲۲–۲۸ | شارل چهارم پادشاه فرانسه ۱۳۲۲–۲۸ | شارل چهارم پادشاه فرانسه ۱۳۲۲–۲۸ | شارل چهارم پادشاه فرانسه ۱۳۲۲–۲۸ | شارل چهارم پادشاه فرانسه ۱۳۲۲–۲۸ | شارل چهارم پادشاه فرانسه ۱۳۲۲–۲۸ |  |  | ایزابلای فرانسه | ایزابلای فرانسه | ایزابلای فرانسه | ایزابلای فرانسه | ایزابلای فرانسه                    | ایزابلای فرانسه                    |                                    |                                    | ادوارد دوم پادشاه انگلستان ۱۳۰۷–۲۷ | ادوارد دوم پادشاه انگلستان ۱۳۰۷–۲۷ | ادوارد دوم پادشاه انگلستان ۱۳۰۷–۲۷ | ادوارد دوم پادشاه انگلستان ۱۳۰۷–۲۷ | ادوارد دوم پادشاه انگلستان ۱۳۰۷–۲۷ | ادوارد دوم پادشاه انگلستان ۱۳۰۷–۲۷ |  |  |  |  |  |  |  |  |  |  |  |  |  |  |  |  |  |  |
|                                  |                                  |                                  |                                  |                                  |                                  |  |  |                                              |                                              |                                              |                                              |                                              |                                              |                                |                                |                                                  |                                                  |                                                  |                                                  |                                                  |                                                  |  |  |                                               |                                               |                                               |                                               |                                               |                                               |  |  |                                  |                                  |                                  |                                  |                                  |                                  |  |  |                 |                 |                 |                 |                                    |                                    |                                    |                                    |                                    |                                    |                                    |                                    |                                    |                                    |  |  |  |  |  |  |  |  |  |  |  |  |  |  |  |  |  |  |
|                                  |                                  |                                  |                                  |                                  |                                  |  |  | فیلیپ سوم، پادشاه ناوار پادشاه ناوار م. ۱۳۰۶ | فیلیپ سوم، پادشاه ناوار پادشاه ناوار م. ۱۳۰۶ | فیلیپ سوم، پادشاه ناوار پادشاه ناوار م. ۱۳۰۶ | فیلیپ سوم، پادشاه ناوار پادشاه ناوار م. ۱۳۰۶ | فیلیپ سوم، پادشاه ناوار پادشاه ناوار م. ۱۳۰۶ | فیلیپ سوم، پادشاه ناوار پادشاه ناوار م. ۱۳۰۶ |                                |                                | خوآنای دوم ملکه ناوار م. ۱۳۱۲                    | خوآنای دوم ملکه ناوار م. ۱۳۱۲                    | خوآنای دوم ملکه ناوار م. ۱۳۱۲                    | خوآنای دوم ملکه ناوار م. ۱۳۱۲                    | خوآنای دوم ملکه ناوار م. ۱۳۱۲                    | خوآنای دوم ملکه ناوار م. ۱۳۱۲                    |  |  | ژوآن سوم م. ۱۳۰۸                              | ژوآن سوم م. ۱۳۰۸                              | ژوآن سوم م. ۱۳۰۸                              | ژوآن سوم م. ۱۳۰۸                              | ژوآن سوم م. ۱۳۰۸                              | ژوآن سوم م. ۱۳۰۸                              |  |  |                                  |                                  |                                  |                                  |                                  |                                  |  |  |                 |                 |                 |                 | ادوارد سوم پادشاه انگلستان م. ۱۳۱۲ | ادوارد سوم پادشاه انگلستان م. ۱۳۱۲ | ادوارد سوم پادشاه انگلستان م. ۱۳۱۲ | ادوارد سوم پادشاه انگلستان م. ۱۳۱۲ | ادوارد سوم پادشاه انگلستان م. ۱۳۱۲ | ادوارد سوم پادشاه انگلستان م. ۱۳۱۲ |                                    |                                    |                                    |                                    |  |  |  |  |  |  |  |  |  |  |  |  |  |  |  |  |  |  |
|                                  |                                  |                                  |                                  |                                  |                                  |  |  | فیلیپ سوم، پادشاه ناوار پادشاه ناوار م. ۱۳۰۶ | فیلیپ سوم، پادشاه ناوار پادشاه ناوار م. ۱۳۰۶ | فیلیپ سوم، پادشاه ناوار پادشاه ناوار م. ۱۳۰۶ | فیلیپ سوم، پادشاه ناوار پادشاه ناوار م. ۱۳۰۶ | فیلیپ سوم، پادشاه ناوار پادشاه ناوار م. ۱۳۰۶ | فیلیپ سوم، پادشاه ناوار پادشاه ناوار م. ۱۳۰۶ |                                |                                | خوآنای دوم ملکه ناوار م. ۱۳۱۲                    | خوآنای دوم ملکه ناوار م. ۱۳۱۲                    | خوآنای دوم ملکه ناوار م. ۱۳۱۲                    | خوآنای دوم ملکه ناوار م. ۱۳۱۲                    | خوآنای دوم ملکه ناوار م. ۱۳۱۲                    | خوآنای دوم ملکه ناوار م. ۱۳۱۲                    |  |  | ژوآن سوم م. ۱۳۰۸                              | ژوآن سوم م. ۱۳۰۸                              | ژوآن سوم م. ۱۳۰۸                              | ژوآن سوم م. ۱۳۰۸                              | ژوآن سوم م. ۱۳۰۸                              | ژوآن سوم م. ۱۳۰۸                              |  |  |                                  |                                  |                                  |                                  |                                  |                                  |  |  |                 |                 |                 |                 | ادوارد سوم پادشاه انگلستان م. ۱۳۱۲ | ادوارد سوم پادشاه انگلستان م. ۱۳۱۲ | ادوارد سوم پادشاه انگلستان م. ۱۳۱۲ | ادوارد سوم پادشاه انگلستان م. ۱۳۱۲ | ادوارد سوم پادشاه انگلستان م. ۱۳۱۲ | ادوارد سوم پادشاه انگلستان م. ۱۳۱۲ |                                    |                                    |                                    |                                    |  |  |  |  |  |  |  |  |  |  |  |  |  |  |  |  |  |  |
|                                  |                                  |                                  |                                  |                                  |                                  |  |  |                                              |                                              |                                              |                                              |                                              |                                              |                                |                                |                                                  |                                                  |                                                  |                                                  |                                                  |                                                  |  |  |                                               |                                               |                                               |                                               |                                               |                                               |  |  |                                  |                                  |                                  |                                  |                                  |                                  |  |  |                 |                 |                 |                 |                                    |                                    |                                    |                                    |                                    |                                    |                                    |                                    |                                    |                                    |  |  |  |  |  |  |  |  |  |  |  |  |  |  |  |  |  |  |
|                                  |                                  |                                  |                                  |                                  |                                  |  |  |                                              |                                              |                                              |                                              | شارل دوم، پادشاه ناوار م. ۱۳۳۲               | شارل دوم، پادشاه ناوار م. ۱۳۳۲               | شارل دوم، پادشاه ناوار م. ۱۳۳۲ | شارل دوم، پادشاه ناوار م. ۱۳۳۲ | شارل دوم، پادشاه ناوار م. ۱۳۳۲                   | شارل دوم، پادشاه ناوار م. ۱۳۳۲                   |                                                  |                                                  |                                                  |                                                  |  |  | فیلیپ بورکوندی م. ۱۳۲۳                        | فیلیپ بورکوندی م. ۱۳۲۳                        | فیلیپ بورکوندی م. ۱۳۲۳                        | فیلیپ بورکوندی م. ۱۳۲۳                        | فیلیپ بورکوندی م. ۱۳۲۳                        | فیلیپ بورکوندی م. ۱۳۲۳                        |  |  |                                  |                                  |                                  |                                  |                                  |                                  |  |  |                 |                 |                 |                 |                                    |                                    |                                    |                                    |                                    |                                    |                                    |                                    |                                    |                                    |  |  |  |  |  |  |  |  |  |  |  |  |  |  |  |  |  |  |